# 特里本
特里本是奥地利施蒂利亚州利岑县的一个市镇。总面积45.53平方公里，总人口3481人，人口密度76.5人/平方公里（2011年）。